# Sörtjärnen (Norsjö socken, Västerbotten, 719908-167385)
Sörtjärnen är en sjö i Norsjö kommun i Västerbotten och ingår i Rickleåns huvudavrinningsområde. Sjön har en area på 0,164 kvadratkilometer och ligger 326 meter över havet. Sjön avvattnas av vattendraget Rickleån.

## Delavrinningsområde
Sörtjärnen ingår i det delavrinningsområde (719663-168666) som SMHI kallar för Inloppet i Nörd-Lidsträsket. Medelhöjden är 320 meter över havet och ytan är 64,26 kvadratkilometer. Det finns inga avrinningsområden uppströms utan avrinningsområdet är högsta punkten. Avrinningsområdets utflöde Rickleån mynnar i havet. Avrinningsområdet består mestadels av skog (76 procent) och sankmarker (14 procent). Avrinningsområdet har 0,79 kvadratkilometer vattenytor vilket ger det en sjöprocent på 1,2 procent.